# Йольский светильник

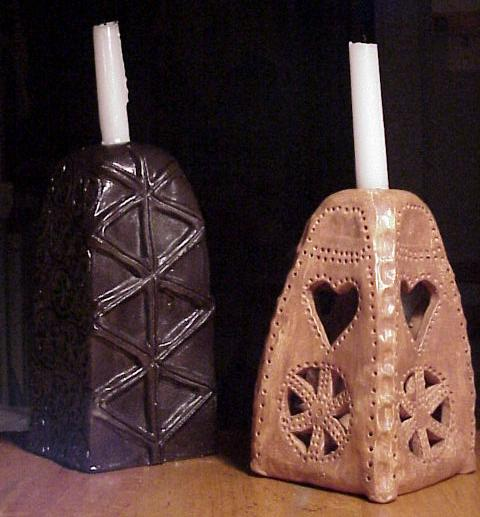
Йольские светильники

Йольский светильник, светильник Йоля (нем. Julleuchter), иначе называемый башенный светильник (нем. Turmleuchter) — небольшое керамическое приспособление для зажигания свечей на Йоль (праздник зимнего солнцестояния германских народов) с квадратным основанием (ребро около 10 см), высотой около 20 см. Форма напоминает сужающуюся к верху башню.
Впервые изображение йольского светильника было опубликовано в 1888 году в шведском журнале «Runa». В статье описывался оригинал, обнаруженный в XVI веке на территории провинции Халланд и в настоящее время выставленный в Нордическом музее Стокгольма. Аналогичные светильники хранятся в музеях Норвегии. Самый старый из найденных башенных светильников из обожженной глины датируется эпохой Великого переселения народов.
В нацистской Германии рейхсфюрер СС Генрих Гиммлер, стремившийся к возрождению язычества в рамках культа ариософии, насаждал использование йольских светильников в эсэсовских ритуалах, связанных с зимним солнцестоянием, а также на свадьбах эсэсовцев. В 1936 году СС приобрели и расширили завод фарфоровых изделий в Аллахе, который производил культовые керамические и фарфоровые изделия, в том числе йольские светильники. Поток заказов был столь велик, что в 1943 году часть производства пришлось перенести в концлагерь Дахау. Внешний вид светильника был частично скопирован со шведского оригинала, опубликованного в 1888 году, и сохранял общие черты и основные формообразующие детали, однако нюансы отделки были творчески переработаны.
На современных йольских светильниках, как правило, со всех четырёх сторон вырезана руна Hagall (скандинавский вариант младших рун) и символ сердца. Реже вместо сердца изображаются руны Algiz или Uruz. Свеча может вставляться как в отверстие в верхней части (если такое имеется), так и внутрь светильника.